# Bernhard Eckstein
Bernhard Eckstein (ur. 21 sierpnia 1935 w Zwochau, zm. 10 listopada 2017 w Coswig (Anhalt)) – niemiecki kolarz szosowy reprezentujący NRD, złoty medalista szosowych mistrzostw świata.

## Kariera
Największy sukces w karierze Bernhard Eckstein osiągnął w 1960 roku, kiedy zdobył złoty medal w wyścigu ze startu wspólnego amatorów podczas szosowych mistrzostw świata w Karl-Marx-Stadt. W zawodach tych wyprzedził bezpośrednio swego rodaka Gustawa-Adolfa Schura oraz Belga Willy’ego Vanden Berghena. Był to jednak jedyny medal wywalczony przez Ecksteina na międzynarodowej imprezie tej rangi. Ponadto wygrał między innymi brytyjski Manx International w 1960 roku oraz niemiecki Rund um die Braunkohle w 1966 roku, a w 1961 roku zajął trzecie miejsce w klasyfikacji generalnej Wyścigu Pokoju. W 1958 roku został mistrzem NRD w drużynowej jeździe na czas. Dwa lata później wystąpił na igrzyskach olimpijskich w Rzymie, gdzie zajął 22. miejsce w wyścigu ze startu wspólnego.

## Najważniejsze zwycięstwa i sukcesy
- 1960
  - mistrzostwo świata amatorów w wyścigu ze startu wspólnego
- 1961
  - 3. Wyścig Pokoju